# Dominic Adiyiah
Dominic Adiyiah (Accra, 29 novembre 1989) è un ex calciatore ghanese, di ruolo attaccante.
Nel 2010 è stato inserito nella lista dei migliori calciatori nati dopo il 1989 stilata da Don Balón.

## Carriera

### Club

#### Inizi e Heart of Lions
Adiyiah ha iniziato la carriera nell'Accademia del Feyenoord, fondata dalla squadra olandese in Ghana. Nel 2006 ha giocato con il club nella massima divisione ghanese. Si è poi trasferito all'Heart of Lions, dove ha segnato undici reti ed è entrato nell'All-Star del campionato. Nel 2007 è stato nominato calciatore dell'anno del campionato.

#### Fredrikstad
Nel 2008 è passato al Fredrikstad, dove è stato principalmente la riserva di Tarik Elyounoussi, poi trasferitosi all'Heerenveen. Ha debuttato con il Fredrikstad il 30 agosto 2008 in una partita dell'Eliteserien 2008 contro l'Aalesund. Il 6 agosto 2009 ha esordito in UEFA Europa League nella partita di ritorno del terzo turno preliminare contro il Lech Poznań.

#### Milan
Il 31 ottobre 2009 Adriano Galliani ha annunciato il raggiunto accordo con il Fredrikstad per il passaggio al Milan di Adiyiah a partire dal gennaio 2010. Il giocatore ghanese, pagato 1,4 milioni di euro, ha cominciato ad allenarsi con i nuovi compagni nel mese di novembre prima di essere tesserato alla riapertura del calciomercato il 2 gennaio 2010.
Nei 5 mesi trascorsi in rossonero non ha disputato alcuna gara ufficiale con la prima squadra, mentre è stato impiegato in alcune occasioni con la formazione Primavera.

#### Reggina, Partizan e Karşıyaka
Il 25 agosto 2010 il giocatore ghanese è passato in prestito alla Reggina.
Ha fatto il suo esordio in maglia amaranto il 28 agosto 2010 nella seconda giornata di andata del campionato di Serie B in Siena-Reggina 2-1, subentrando a Francesco Zizzari al 77º minuto di gioco. Il 27 ottobre 2010 ha segnato il suo primo gol ufficiale nei tempi supplementari nella partita di Coppa Italia contro il Frosinone, fissando il risultato sul 2-4 per la squadra calabrese; ha realizzato la sua prima rete in campionato l'11 dicembre 2010 in occasione di Reggina-Grosseto 1-0.
Poco utilizzato dalla Reggina, alla fine del calciomercato invernale 2011 Adiyiah è stato girato dal Milan in prestito, con diritto di riscatto, al Partizan Belgrado. Ha esordito in una gara ufficiale con la maglia del Partizan il 5 marzo 2011 contro l'Inđija, subentrando a Ivica Iliev al 68º minuto di gioco.
Il 22 luglio 2011 è passato in prestito al Karşıyaka, squadra della seconda divisione del campionato turco, con cui ha disputato 8 partite di campionato senza mai segnare.

#### Arsenal Kiev
Nel gennaio 2012 il periodo in prestito alla squadra turca è stato terminato con 6 mesi di anticipo e Adiyiah, dopo un breve periodo in prova, si è trasferito sempre con la formula del prestito in Ucraina all'Arsenal Kiev. Adiyiah ha disputato 4 partite in campionato e una in Coppa d'Ucraina e a fine stagione è stato riscattato dalla squadra ucraina.
A novembre del 2013 il suo contratto è stato rescisso dopo la dichiarazione di bancarotta da parte del club.

#### Approdo in Kazakistan
Il 6 giugno 2014, dopo la fine del contratto con il club ucraino, troverà nuove possibilità di scendere in campo direttamente in Kazakistan, firmando per l'Atyraý. La sua esperienza durerà 7 mesi, scendendo in campo  per 14 volte segnando una sola rete.

#### Gli anni in Thailandia
Il 29 gennaio 2015, Adiyiah deciderà di provare un'avventura ancora più esotica, scegliendo come nuovo approdo la Thailandia, firmando per il Nakhon Ratchasima. Nel club thailandese timbrerà inesorabile, segnando partita dopo partita, mettendo a segno una doppietta contro il Bangkok Glass. Durante questa esperienza, sarà completamente osannato dai supporters della squadra, date le sue grandi prestazioni, tant'è che allo scadere del suo contratto biennale, ed il giocatore dichiarò che avrebbe lasciato la squadra a fine stagione, la società insisterà a farlo rinnovare, ed Adiyiah accetterà di rimanere un'altra stagione. La parabola discendente del giocatore, però, arriverà ben presto, quando nella sua ultima stagione riuscirà a timbrare per una sola volta in gare ufficiali, smarrendo totalmente le buone prestazioni di un mese prima, e quella società che gli aveva dato tanta fiducia deciderà, il 20 maggio 2018, di rescindere il suo contratto dopo annate fantastiche.
L'11 dicembre 2018, il calciatore ghanese deciderà di ritornare in Thailandia, firmando questa volta per il Sisaket, allora militante nella Thai League 2, secondo livello del campionato thailandese. La sua nuova esperienza, però, durerà appena un anno, dove riuscirà a collezionare 22 presenze segnando 6 reti, comunque non deludendo le aspettative.
Il 29 novembre 2019, sarà acquistato dal Chiangmai United, militante nella Thai League 2. In questa squadra, però, Adiyiah delude molto, andando a segno una sola volta in 11 apparizioni ufficiali.
Il 1⁰ gennaio 2021, rescinde il contratto con la società thailandese, rimanendo svincolato.

### Nazionale
Nel marzo 2008 Adiyiah ha disputato una partita di qualificazione alla African Nations Championship contro il Niger, vinta 2-0, segnando il secondo gol della propria selezione.
Con la Nazionale Under-20 ha vinto il WAFU Under-20 Championship nel 2008, durante il quale ha segnato 4 gol tra cui quello in finale contro il Senegal, e la Coppa d'Africa di categoria nel 2009, dove ha segnato la prima rete del Ghana in semifinale contro il Sudafrica. In seguito ha partecipato al Mondiale Under-20 2009, vinto dopo i tiri di rigore contro il Brasile, in cui ha segnato 8 gol in 7 partite conquistando il titolo di capocannoniere e di miglior giocatore della manifestazione.
Il 18 novembre 2009 ha esordito nella Nazionale maggiore ghanese disputando il primo tempo della gara amichevole contro l'Angola.
Nel mese di dicembre 2009 è stato convocato dal CT della Nazionale ghanese Milovan Rajevac per la Coppa d'Africa 2010. Durante il torneo svoltosi in Angola ha disputato 2 partite: la prima nella fase a gironi contro il Burkina Faso, subentrando al 78º minuto a Matthew Amoah, e gli ultimi minuti della finale persa contro l'Egitto, dove ha sostituito Asamoah Gyan all'87º minuto di gioco.
Il 29 maggio 2010 è stato ufficialmente inserito tra i 23 convocati del Ghana per il Mondiale 2010 in Sudafrica. Nel torneo ha collezionato due presenze, subentrando in entrambe le occasioni a partita in corso, e ha sbagliato uno dei due tiri di rigore che sono costati l'eliminazione ai quarti di finale contro l'Uruguay. Nel corso della stessa partita l'attaccante uruguaiano Luis Suárez aveva impedito ad Adiyiah di segnare respingendo sulla linea di porta con le braccia il suo colpo di testa e causando così il rigore per il Ghana e la conseguente espulsione. Il rigore è stato poi sbagliato da Asamoah Gyan.
L'8 febbraio 2011 ha segnato la sua prima rete con il Ghana nella partita amichevole contro il Togo disputata ad Anversa, realizzando il primo gol della partita vinta 4-1.

## Statistiche

### Presenze e reti nei club
Statistiche aggiornate al 28 giugno 2014.
| Stagione                 | Squadra                  | Campionato               | Campionato | Campionato | Coppe nazionali | Coppe nazionali | Coppe nazionali | Coppe continentali | Coppe continentali | Coppe continentali | Altre coppe | Altre coppe | Altre coppe | Totale | Totale |
| Stagione                 | Squadra                  | Comp                     | Pres       | Reti       | Comp            | Pres            | Reti            | Comp               | Pres               | Reti               | Comp        | Pres        | Reti        | Pres   | Reti   |
| ------------------------ | ------------------------ | ------------------------ | ---------- | ---------- | --------------- | --------------- | --------------- | ------------------ | ------------------ | ------------------ | ----------- | ----------- | ----------- | ------ | ------ |
| 2006-2007                | Feyenoord Academy        | PL                       | ?          | ?          | CG              | ?               | ?               | -                  | -                  | -                  | -           | -           | -           | ?      | ?      |
| 2007-2008                | Heart of Lions           | PL                       | 24         | 11         | CG              | ?               | ?               | -                  | -                  | -                  | GHALCA      | 1           | 1           | 25+    | 12+    |
| 2008                     | Fredrikstad              | ES                       | 4          | 0          | CN              | 0               | 0               | -                  | -                  | -                  | -           | -           | -           | 4      | 0      |
| 2009                     | Fredrikstad              | ES                       | 4          | 0          | CN              | 2               | 1               | UEL                | 1                  | 0                  | -           | -           | -           | 7      | 1      |
| Totale Fredrikstad       | Totale Fredrikstad       | Totale Fredrikstad       | 8          | 0          |                 | 2               | 1               |                    | 1                  | 0                  |             | -           | -           | 11     | 1      |
| gen.-giu. 2010           | Milan                    | A                        | 0          | 0          | CI              | 0               | 0               | UCL                | 0                  | 0                  | -           | -           | -           | 0      | 0      |
| 2010-gen. 2011           | Reggina                  | B                        | 13         | 1          | CI              | 2               | 1               | -                  | -                  | -                  | -           | -           | -           | 15     | 2      |
| gen.-giu. 2011           | Partizan                 | SL                       | 6          | 0          | CS              | 2               | 0               | -                  | -                  | -                  | -           | -           | -           | 8      | 0      |
| 2011-gen. 2012           | Karşıyaka                | 1L                       | 8          | 0          | CT              | 0               | 0               | -                  | -                  | -                  | -           | -           | -           | 8      | 0      |
| gen.-giu. 2012           | Arsenal Kiev             | PL                       | 4          | 0          | CU              | 1               | 0               | -                  | -                  | -                  | -           | -           | -           | 5      | 0      |
| 2012-2013                | Arsenal Kiev             | PL                       | 26         | 4          | CU              | 3               | 0               | UEL                | 2                  | 0                  | -           | -           | -           | 31     | 4      |
| lug.-nov. 2013           | Arsenal Kiev             | PL                       | 10         | 3          | CU              | 1               | 1               | -                  | -                  | -                  | -           | -           | -           | 11     | 4      |
| Totale Arsenal Kiev      | Totale Arsenal Kiev      | Totale Arsenal Kiev      | 40         | 7          |                 | 5               | 1               |                    | 2                  | 0                  |             | -           | -           | 47     | 8      |
| 2014                     | Atyrau                   | PL                       | 14         | 1          | CK              | 0               | 0               | -                  | -                  | -                  | -           | -           | -           | 14     | 1      |
| 2015                     | Nakhon Ratchasima        | TPL                      | 27         | 5          | -               | -               | -               | -                  | -                  | -                  | -           | -           | -           | 27     | 5      |
| 2016                     | Nakhon Ratchasima        | TPL                      | 28         | 2          | -               | -               | -               | -                  | -                  | -                  | -           | -           | -           | 28     | 2      |
| Totale Nakhon Ratchasima | Totale Nakhon Ratchasima | Totale Nakhon Ratchasima | 55         | 7          |                 | -               | -               |                    | -                  | -                  |             | -           | -           | 55     | 7      |
| Totale carriera          | Totale carriera          | Totale carriera          | 110+       | 20+        |                 | 11+             | 3+              |                    | 3                  | 0                  |             | 1           | 1           | 125+   | 24+    |

### Cronologia presenze e reti in nazionale
| Cronologia completa delle presenze e delle reti in nazionale ― Ghana | Cronologia completa delle presenze e delle reti in nazionale ― Ghana | Cronologia completa delle presenze e delle reti in nazionale ― Ghana | Cronologia completa delle presenze e delle reti in nazionale ― Ghana | Cronologia completa delle presenze e delle reti in nazionale ― Ghana | Cronologia completa delle presenze e delle reti in nazionale ― Ghana | Cronologia completa delle presenze e delle reti in nazionale ― Ghana | Cronologia completa delle presenze e delle reti in nazionale ― Ghana |
| Data                                                                 | Città                                                                | In casa                                                              | Risultato                                                            | Ospiti                                                               | Competizione                                                         | Reti                                                                 | Note                                                                 |
| -------------------------------------------------------------------- | -------------------------------------------------------------------- | -------------------------------------------------------------------- | -------------------------------------------------------------------- | -------------------------------------------------------------------- | -------------------------------------------------------------------- | -------------------------------------------------------------------- | -------------------------------------------------------------------- |
| 18-11-2009                                                           | Luanda                                                               | Angola                                                               | 0 – 0                                                                | Ghana                                                                | Amichevole                                                           | -                                                                    |                                                                      |
| 5-1-2010                                                             | Manzini                                                              | Ghana                                                                | 0 – 0                                                                | Malawi                                                               | Amichevole                                                           | -                                                                    |                                                                      |
| 19-1-2010                                                            | Luanda                                                               | Burkina Faso                                                         | 0 – 1                                                                | Ghana                                                                | Coppa d'Africa 2010 - 1º turno                                       | -                                                                    |                                                                      |
| 31-1-2010                                                            | Luanda                                                               | Ghana                                                                | 0 – 1                                                                | Egitto                                                               | Coppa d'Africa 2010 - Finale                                         | -                                                                    | 2º posto                                                             |
| 1-6-2010                                                             | Rotterdam                                                            | Paesi Bassi                                                          | 4 – 1                                                                | Ghana                                                                | Amichevole                                                           | -                                                                    |                                                                      |
| 5-6-2010                                                             | Milton Keynes                                                        | Ghana                                                                | 1 – 0                                                                | Lettonia                                                             | Amichevole                                                           | -                                                                    |                                                                      |
| 23-6-2010                                                            | Johannesburg                                                         | Ghana                                                                | 0 – 1                                                                | Germania                                                             | Mondiali 2010 - 1º turno                                             | -                                                                    |                                                                      |
| 2-7-2010                                                             | Johannesburg                                                         | Uruguay                                                              | 1 – 1 dts (4 – 2 dtr)                                                | Ghana                                                                | Mondiali 2010 - Quarti di finale                                     | -                                                                    |                                                                      |
| 8-2-2011                                                             | Anversa                                                              | Ghana                                                                | 4 – 1                                                                | Togo                                                                 | Amichevole                                                           | 1                                                                    |                                                                      |
| 27-3-2011                                                            | Brazzaville                                                          | Rep. del Congo                                                       | 0 – 3                                                                | Ghana                                                                | Qual. Coppa d'Africa 2012                                            | 1                                                                    |                                                                      |
| 29-3-2011                                                            | Londra                                                               | Inghilterra                                                          | 1 – 1                                                                | Ghana                                                                | Amichevole                                                           | -                                                                    |                                                                      |
| 4-6-2011                                                             | Accra                                                                | Ghana                                                                | 3 – 1                                                                | Rep. del Congo                                                       | Qual. Coppa d'Africa 2012                                            | -                                                                    |                                                                      |
| 7-6-2011                                                             | Jeonju                                                               | Corea del Sud                                                        | 2 – 1                                                                | Ghana                                                                | Amichevole                                                           | -                                                                    |                                                                      |
| 2-9-2011                                                             | Accra                                                                | Ghana                                                                | 2 – 0                                                                | eSwatini                                                             | Qual. Coppa d'Africa 2012                                            | -                                                                    |                                                                      |
| 5-9-2011                                                             | Londra                                                               | Brasile                                                              | 1 – 0                                                                | Ghana                                                                | Amichevole                                                           | -                                                                    |                                                                      |
| 11-10-2011                                                           | Watford                                                              | Ghana                                                                | 0 – 0                                                                | Nigeria                                                              | Amichevole                                                           | -                                                                    |                                                                      |
| 1-6-2012                                                             | Kumasi                                                               | Ghana                                                                | 7 – 0                                                                | Lesotho                                                              | Qual. Mondiali 2014                                                  | 2                                                                    |                                                                      |
| 9-6-2012                                                             | Ndola                                                                | Zambia                                                               | 1 – 0                                                                | Ghana                                                                | Qual. Mondiali 2014                                                  | -                                                                    |                                                                      |
| 16-6-2013                                                            | Maseru                                                               | Lesotho                                                              | 0 – 2                                                                | Ghana                                                                | Qual. Mondiali 2014                                                  | -                                                                    |                                                                      |
| 14-8-2013                                                            | Istanbul                                                             | Turchia                                                              | 2 – 2                                                                | Ghana                                                                | Amichevole                                                           | -                                                                    |                                                                      |
| Totale                                                               |                                                                      | Presenze                                                             | 20                                                                   |                                                                      | Reti                                                                 | 4                                                                    |                                                                      |

## Palmarès

### Club
- Campionato serbo: 1

Partizan: 2010-2011
- Coppa di Serbia: 1

Partizan: 2010-2011

### Nazionale
- WAFU Under-20 Championship: 1

Nigeria 2008
- African Youth Championship: 1

Ruanda 2009
- Campionato mondiale Under-20: 1

Egitto 2009

### Individuale
- Pallone d'oro del Mondiale Under-20: 1

Egitto 2009
- Scarpa d'oro del campionato del mondo Under-20: 1

Egitto 2009 (8 gol)
- Giovane calciatore africano dell'anno: 1

2009
- Sportivo ghanese dell'anno: 1

2009
- Calciatore ghanese dell'anno: 1

2009